# Черепаха (підводний човен)

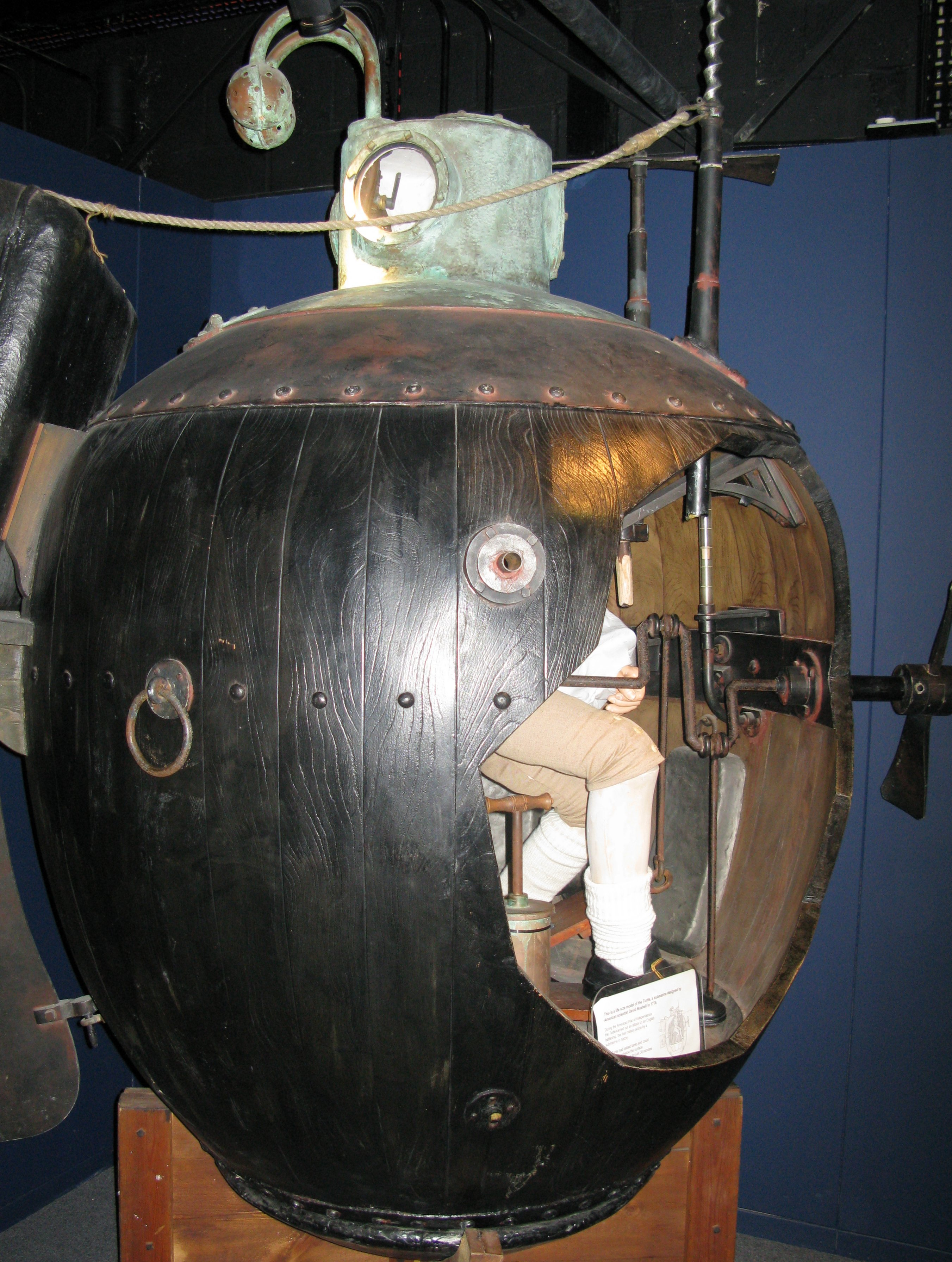
Реконструкція «Черепахи». Royal Navy Submarine Museum (Госпорт, Велика Британія)

Черепаха Бушнела — один з прототипів сучасного підводного човна.
У 1775 році американець Девід Бушнелл побудував підводний човен з міді, який назвав «Черепаха». Це підводне судно розраховано на одну людину, яка могла знаходитись під водою 30 хвилин. Брушнел розраховував, що човен допоможе у боротьбі за незалежність Америки. «Черепаха» зробила два бойових виходи. Перший раз вона підійшла до ворожого корабля, щоб прикріпити до його днища міну. Проте міна спливла і вибухнула неподалік від корабля. Друга спроба прикріпити міну закінчилася трагічно. Англійці помітили судно, яке буксирувало «Черепаху» і гарматним вогнем затопили і судно, і човен.